# Aktion Brandt
Die Aktion Brandt fasst dezentrale Tötungen von Kranken in Heil- und Pflegeanstalten während der Zeit des Nationalsozialismus in Deutschland ab 1942 zusammen. In einigen Anstalten kamen Kranke auf Grund von Überbelegung und absichtlicher Vernachlässigung zu Tode; in anderen Anstalten wurden die gezielt dorthin verlegten Insassen gleich in großem Maßstab ermordet. Die nach Hitlers Begleitarzt und Bevollmächtigtem (Generalkommissar) für das Sanitäts- und Gesundheitswesen Karl Brandt benannte Aktion trat teilweise die Nachfolge der Aktion T4 an.

## Begriff
Der Begriff „Aktion Brandt“ geht auf den Historiker Götz Aly zurück, der 1985 vermutete, Brandt habe im Juli 1943 dem Leiter der Zentraldienststelle T4, Paul Nitsche, einen neuen Auftrag zur Ermordung von Patienten erteilt. Ältere Veröffentlichungen gingen nicht von einer zentralen Lenkung der Krankenmorde aus und benutzten den Begriff „wilde Euthanasie“. Mehrere nach 1985 entstandene Regionalstudien zeigten auf, dass die Krankenmorde im Nationalsozialismus nach Ende der Aktion T4 nicht alleine auf eine zentrale Lenkung zurückgeführt werden können, und betonen die Bedeutung regionaler Initiativen. Der Historiker Winfried Süß benutzt den Begriff „regionalisierte Euthanasie“.

## Vorgeschichte und Organisation
Die Aktion T4, bei der ab Anfang 1940 psychisch kranke und geistig behinderte Menschen getötet wurden, war von Hitler durch eine Verfügung vom 24. August 1941 eingestellt worden. Bis dahin wurden in den insgesamt sechs Tötungsanstalten 70.273 Menschen durch Gas getötet. Zwar wurde diese euphemistisch so genannte „Euthanasie“ in verschiedenen Formen weitergeführt, die „Erwachseneneuthanasie“ wurde jedoch nicht mehr durch zentralisierte Vergasung durchgeführt, sondern erfolgte dezentral in den einzelnen Heil- und Pflegeanstalten mittels Überdosierung von Medikamenten oder systematischem Verhungernlassen der Patienten. Andere Beispiele für fortgesetzte Tötungsprogramme sind die „Aktion 14f13“ für nicht arbeitsfähige KZ-Häftlinge oder die bis Kriegsende durchgeführte Kinder-„Euthanasie“, bei der körperlich oder geistig behinderte Kinder bis zum Alter von drei Jahren getötet wurden. Im weiteren Kriegsverlauf fielen diesem Programm in speziell hierfür eingerichteten „Kinderfachabteilungen“ auch ältere Kinder und Jugendliche zum Opfer.
Am 24. August 1941, an dem Hitler die bisherige „Erwachseneneuthanasie“ stoppte, ordnete er auch die Errichtung von Ersatzbauten für beschädigte Krankenhäuser in luftkriegsgefährdeten Städten an. Hierfür sollte die Organisation Todt Ausweichkrankenhäuser bauen, die an die Heil- und Pflegeanstalten angeschlossen werden sollten („Todt-Aktion“).
Am 29. Oktober 1941 wurde Herbert Linden zum „Reichsbeauftragten für die Heil- und Pflegeanstalten“ ernannt (Verordnung vom 23. Oktober 1941, Reichsgesetzblatt – RGBl. – 1941 I S. 653). Linden war zuvor Ministerialdirigent und Referent in der Abteilung IV Gesundheitswesen im Reichsministerium des Innern und fungierte hier als Koordinator zu der mit der Durchführung der „Euthanasie“ beauftragten „Kanzlei des Führers“.
Karl Brandt, der chirurgische Begleitarzt Hitlers und dessen medizinischer Beauftragter für die Aktion T4, koordinierte bereits von Beginn an die katastrophenmedizinische Versorgung der luftkriegsgefährdeten Gebiete mit der staatlichen Gesundheitsverwaltung im Reichsinnenministerium, obwohl die formelle Ermächtigung durch „Erlaß des Führers über das Sanitäts- und Gesundheitswesen“ erst am 28. Juni 1942 (RGBl. 1942 I S. 515) erfolgte. Danach wurde er für Sonderaufgaben und Verhandlungen zum Ausgleich des Bedarfs an Ärzten, Krankenhäusern und Medikamenten zwischen dem militärischen und dem zivilen Sektor des Sanitäts- und Gesundheitswesens bevollmächtigt. In dieser Funktion war er Hitler direkt unterstellt und erhielt von diesem unmittelbar Weisungen. Gleichzeitig wurde der Staatssekretär im Reichsinnenministerium und „Reichsgesundheitsführer“ Leonardo Conti als Verantwortlicher für alle einheitlich zu treffenden Maßnahmen im Bereich des zivilen Gesundheitswesens bestellt. Infolge der ungenügenden Vorbereitung des nationalsozialistischen Gesundheitswesens auf den langen Krieg führte die hohe Anzahl verwundeter Soldaten zu einem Mangel an Krankenhausbetten. Zudem zerstörten die alliierten Bombenangriffe in zunehmendem Maß die medizinische Infrastruktur in großen Städten. Deshalb sollten in Heil- und Pflegeanstalten, die weniger vom Luftkrieg bedroht waren, Bettenplätze für Ausweichkrankenhäuser und Lazarette geschaffen werden. Um dies zu erreichen, sollte ein großer Teil der dort vorhandenen Insassen verlegt werden.
Am 5. August 1942 forderte Linden von den zuständigen Behörden mittels Schnellbrief eine Stellungnahme zu folgenden Fragen:

„In der letzten Zeit hat sich immer wieder gezeigt, daß zur Beschaffung von Krankenhausbetten in Katastrophenfällen in steigendem Maße auf Heil- und Pflegeanstalten zurückgegriffen werden muß. Da über die Betten, die durch die bisher betriebenen planwirtschaftlichen Vorkehrungen in den Anstalten gewonnen worden sind, anderweitig verfügt ist, bedarf es zusätzlicher Maßnahmen, um weiteren Ansprüchen gerecht werden zu können. Ich ersuche daher, mir bis zum 15. August d.J. (Frist genau einhalten) zu berichten
1) wieviele Geisteskranke in den Anstalten (einschl. charitative und private) des dortigen Bezirks bei bestmöglicher Ausnutzung der vorhandenen Bettenzahl noch untergebracht werden können,
2) wieviele Geisteskranke darüber hinaus in Katastrophenfällen durch Herrichtung von Notlagern in
a) heizbaren Gängen, Gemeinschaftsräumen usw.
b) in Kapellen von Anstalten
noch zusätzlich aufgenommen werden können. (…)
3) (nur für luftgefährdete Gebiete): welche Heil- und Pflegeanstalten im eingetretenen besonderen Katastrophenfall zu räumen sind um als Hilfskrankenhaus Verwendung zu finden. Hierzu bitte ich mir tunlichst solche Anstalten zu benennen, die als nicht besonders luftgefährdet anzusehen sind.
Beim Eintreten eines Katastrophenfalles würde ich für sofortige Räumung dieser Anstalten sorgen, so daß innerhalb kürzester Frist die Überstellung der obdachlos gewordenen Kranken aus den zu räumenden Krankenhäusern in die zu schaffende Ausweichanstalt erfolgen kann. Es muß den örtlichen Stellen überlassen bleiben, schon jetzt Maßnahmen zu erwägen, um die Umstellung der zu räumenden Anstalten auf den Krankenhausbetrieb sicherzustellen.
Da nach meinen vorstehenden Ausführungen die Heil- und Pflegeanstalten in Katastrophenfällen eine wesentliche Reserve für die zusätzliche Beschaffung von Krankenbetten bieten sollen, können sie zur Unterbringung von Obdachlosen in Zukunft nicht mehr in Frage kommen. Weiterhin bitte ich davon abzusehen, schon jetzt die Räumung der Heil- und Pflegeanstalten, die in oder an der Peripherie gefährdeter Städte liegen, zu verlangen, da die Räumung dieser Anstalten meine Bewegungsfreiheit in wirklich eintretenden Katastrophenfällen stark einschränken muß.“

Aufgrund der Luftschutzpflicht nach § 2 des Reichsluftschutzgesetzes vom 26. Juni 1935 (RGBl. 1935 I S. 827) sollten für Katastrophen- und Luftkriegsfälle ausreichende Kapazitäten in Heil- und Pflegeanstalten bereitstehen. Dies sollte einerseits durch dichtere Belegung und Notbetten und andererseits durch Verlegen geisteskranker Patienten aus überfüllten Anstalten in weniger gefährdete Landesteile erreicht werden. Bereits im Vorfeld wurden die einzelnen Heil- und Pflegeanstalten aufgefordert, die hierzu in Betracht kommenden Patienten aufzulisten.
Die für Luftkriegsopfer und Reserve- bzw. Ersatzkrankenhäuser vorgesehenen Kapazitäten stellten eine Gelegenheit dar, die „Euthanasie“ wieder in großem Maßstab aufzunehmen. Die nach außen dargestellten Gründe verschleierten die Absicht, die Kranken zu töten. Im Gegensatz zur Aktion T4 gab es keine differenzierenden Selektionskriterien mehr, so dass eine Begutachtung durch Ärzte und zentrale Tötungslisten entfallen konnten. Die Auswahl der Opfer wurde zudem der Leitung der Abgabeanstalten überlassen. Ausschlaggebend für die Zahl der zu verlegenden und damit zu tötenden Patienten waren nur noch die Arbeitsfähigkeit der Kranken und der als Folge eines Luftangriffes prognostizierte Bettenbedarf. Interne Organisatoren bezeichneten das mit dem Töten von Psychiatriepatienten verbundene Sichern der Krankenbettversorgung als „Aktion Brandt“.
Anfang 1943 wurde der Ministerialdirektor Fritz Cropp als Leiter der Gesundheitsabteilung des Reichsinnenministeriums von Staatssekretär Conti zum „Generalreferenten für Luftkriegsschäden“ ernannt. Damit war er für die katastrophenmedizinische Versorgung der Zivilbevölkerung verantwortlich. Er ließ sich ab Juni 1943 monatlich die zivilen Krankenhausbetten, die Zahl der durch Luftangriffe zerstörten Krankenhäuser und die Zahl der zum Ausgleich verlegten Geisteskranken melden.
Bereits einen Monat vorher schon drängte sein Untergebener Linden darauf, die in der Aktion T4 bewährten Psychiater bei den diversen Heil- und Pflegeanstalten in leitenden Positionen unterzubringen. Da diese Anstalten jedoch in die Trägerschaft der Länder fielen, musste seinem Ersuchen der Hinweis auf neue Maßnahmen, die von der „Reichsarbeitsgemeinschaft der Heil- und Pflegeanstalten“ (einer Tarnorganisation der Kanzlei des Führers zur Durchführung der „Euthanasie“) durchzuführen waren, den nötigen Nachdruck verschaffen. In einem Schreiben vom 4. April 1943 an die Medizinalverwaltung der Provinz Hannover kündigte Linden unumwunden an:

„Ich glaube bestimmt, daß die von der Reichsarbeitsgemeinschaft durchgeführten Maßnahmen zur gegebenen Zeit wieder aufleben werden, wobei vielleicht die Art der Durchführung eine andere sein wird, insbesondere es vielleicht nötig werden wird, die öffentlichen Heil- und Pflegeanstalten in größerem Umfange in den Vollzug der Maßnahmen einzuschalten. Gerade dann aber wäre das Vorhandensein eine diese Maßnahmen unbedingt bejahenden Direktors von außerordentlicher Wichtigkeit.“

Daraus lässt sich der Schluss ziehen, dass zu diesem Zeitpunkt anscheinend grundlegend entschieden worden war, die künftige Phase der „Euthanasie“ nicht mehr wie bisher zentral in den Gaskammern der drei Tötungsanstalten Bernburg, Hartheim und Sonnenstein durchzuführen, sondern dezentral in den Heil- und Pflegeanstalten. Zu den bekanntesten Aufnahme- und damit auch Tötungsanstalten des neuen Typs gehörten
- Am Steinhof in Wien,
- Eichberg, Eltville am Rhein
- Heil- und Pflegeanstalt Großschweidnitz, Großschweidnitz,
- Heil- und Pflegeanstalt Hadamar, Hadamar,
- Kalmenhof bei Idstein,
- Irsee bei Kaufbeuren,
- Heil- und Pflegeanstalt Obrawalde, Meseritz,
- Gauheilanstalt Tiegenhof bei Gnesen.

## Tötungspraktiken
Ende Juni 1943 wurden erste Anstalten (Heil- und Pflegeanstalten sowie Altenheime) im Rheinland „geräumt“, was sich schnell auf Westfalen sowie die Städte Hamburg und Berlin ausdehnte. Für die Methode zur Tötung der in andere Anstalten verlegten „Geisteskranken“ hatte Hermann Paul Nitsche, der bereits bei der Aktion T4 als Obergutachter fungierte, schon 1940 das sogenannte „Luminalschema“ entwickelt. Eine leichte Überdosierung dieses Schlafmittels sollte die Verlegungspatienten unauffällig töten:

„Das geschah dadurch, daß einmal oder mehrfach den Kranken gewöhnlich zweimal 0,3 Gramm täglich Luminal, eine an sich zulässige, bei schwachem Zustand jedoch für manchen Kranken zu hohe Dosis – manchmal auch dreimal 0,3 Gramm Luminal verabreicht wurde.“

Nitsche führte diese Methode bei einer Besprechung mit ausgewählten praktischen Psychiatern am 17. August 1943 ein. Die entsprechenden Medikamente wurden vom Reichskriminalpolizeiamt über die Zentraldienststelle T4 an die einzelnen Anstalten geliefert.
Eine weitere Möglichkeit zur Ermordung von „Geisteskranken“ bestand darin, diesen eine speziell dosierte Hungerkost – in Kaufbeuren-Irsee als „E-Kost“ bzw. „Euthanasie-Kost“ bezeichnet – zu verabreichen, die – noch verstärkt durch vernachlässigte Pflege und ungeheizte Räume – in einem vorhersehbaren Zeitraum zum gewünschten Verhungern der Patienten führte. Diese Mangelernährung wurde in Bayern mit dem Hungerkost-Erlaß vom 30. November 1942 legalisiert.
Die Organisation und die Durchführung erfüllten die Erwartungen ihrer Initiatoren. So berichtete zum Beispiel der Direktor der Heil- und Pflegeanstalt Waldheim, Gerhard Wischer, in einem Schreiben vom 4. November 1943 an Nitsche:

„Ich […] habe reichlich zu tun, da fast alle Neuaufnahmen aus der Gegend um Leipzig, Chemnitz und Meißen zu mir kommen. Ich könnte diese Aufnahmen natürlich niemals unterbringen, wenn ich nicht entsprechende Maßnahmen zum Freimachen von Plätzen durchführen würde, was ganz reibungslos geht. Es fehlt mir allerdings sehr an den erforderlichen Medikamenten.“

Von 300 weiblichen Patienten aus Hamburg, die in die Heil- und Pflegeanstalt Am Steinhof in Wien am 17. August 1943 verlegt worden waren, kamen 257 bis Ende 1945 ums Leben. Das sind mehr als 80 % der Patienten.
Ebenso wie die Selektionskriterien und die Zahl der Opfer nicht vorgeschrieben wurden, war auch hinsichtlich der Tötungsart Eigeninitiative durchaus erwünscht. In der österreichischen Anstalt Maria Gugging entwickelte der dortige Arzt Emil Gelny ein Verfahren, mit welchem Patienten durch elektrischen Strom ermordet wurden, eine Tötungsart, die sich an Hinrichtungen durch den elektrischen Stuhl orientierte. Weitere Varianten stellten Injektionen mit Luft, Morphin oder Scopolamin dar. Zum Teil wurden die Tötungen auch an besonders loyales Pflegepersonal delegiert.

## Kostenabrechnung
Für die Kostenabrechnung der Verlegungspatienten waren nicht die Aufnahmeanstalten zuständig, sondern die im Rahmen der Aktion T4 gegründete Zentraldienststelle T4 der Kanzlei des Führers unter dem Tarnnamen „Zentralverrechnungsstelle Heil- und Pflegeanstalten“, mit Hans-Joachim Becker als Leiter (Spitzname „Millionen-Becker“). In einem „Merkblatt für die Aufnahmeanstalten von Geisteskranken“ vom 10. Juli 1944 waren unter dem Geschäftszeichen „B.(Ru.5)“ die Einzelheiten penibel geregelt.

## Intensivierung der Tötungen
Im Jahre 1944 wurde die Anzahl der dezentral organisierten Tötungen gesteigert. Aufgrund des fortschreitenden Bombenkrieges der Alliierten, der sich nicht mehr nur auf militärische Ziele beschränkte, sondern sich immer mehr hin zu Flächenbombardements von Wohngebieten hin verschob, ging es nicht mehr nur um Krankenbetten, sondern auch um die Beschaffung von Ersatzräumen für zerstörte öffentliche Einrichtungen.
In die Aktion Brandt wurden auf Grundlage von seit 1941/42 durchgeführten Erfassungen aller Anstalten des Reichsgebietes schließlich auch Altenheime und Krankenhäuser einbezogen. Neben den bestehenden Heil- und Pflegeanstalten wurden auch besondere Ausweichkrankenhäuser eingerichtet, in denen zusätzlich zu den üblichen Krankheitsfällen physisch Kranke, geistig und körperliche Behinderte, Taubstumme, Blinde, Tuberkulöse, Fürsorgezöglinge, Arbeitsinvaliden, zwangsverschleppte Ostarbeiter, Flüchtlinge, durch Bombenangriff verwirrte Zivilisten und offenkundig auch schwerverwundete Soldaten untergebracht wurden. Der so genannt „unproduktive Ausschuß der Gesellschaft“ sollte hier ebenso unauffällig wie systematisch beseitigt werden.
Mittel des Reichsfinanzministeriums für die Errichtung von Hilfs- und Ausweichkrankenhäusern wurden von Cropp an den „Reichsbeauftragten für die Heil- und Pflegeanstalten“ weitergeleitet. Dieser legte ein Programm für die „Errichtung von Not- und Ausweichunterkünften in holzsparender Bauweise im Rahmen der Maßnahme zur Freimachung westdeutscher Heilanstalten“ vor. Die Heil- und Pflegeanstalten verfügten so zunehmend über ein Reservelazarett, ein Krankenhaus für körperlich Kranke und nicht medizinische Institutionen. Die bisherigen Patienten wurden in die Ausweichunterkünfte, die dem Typ der in den Konzentrationslagern verwendeten Baracken ähnelten (Länge 12,50 m, Breite 4,25 m) verlegt, bevor sie je nach Bedarf in ihre neuen Aufnahmeanstalten transportiert wurden. Für die Auswahl der Standorte für diese Notunterkünfte waren neben dem Grad der Luftgefährdung wohl auch die Bereitschaft der Anstaltsverantwortlichen zur tatkräftigen Unterstützung dieser zweiten „Euthanasie“-Phase ausschlaggebend.
Ende 1944 meldete Linden dem Reichsfinanzministerium, die zugewiesenen Mittel für 145 Baracken verwendet zu haben. Gleichzeitig beantragte er für das Jahr 1945 Mittel in der doppelten Höhe. Die vorgefertigten Bauelemente konnten jedoch aufgrund knapper sonstiger Baustoffe und Arbeitskräfte nicht mehr errichtet werden. In Voraussicht dieser Entwicklung hatte Linden schon im Sommer 1944 die Aufstellung zusätzlicher Stockbetten mit Strohschüttung in den Anstalten angeordnet. Am Ende wurden dann noch Krematoriumsöfen in einzelnen Anstalten errichtet wie zum Beispiel in der Heil- und Pflegeanstalt Kaufbeuren-Irsee oder geplant wie in der Landesheil- und Pflegeanstalt Pfafferode am Rand von Mühlhausen/Thüringen, da die Plätze auf den Ortsfriedhöfen nicht mehr ausreichten.

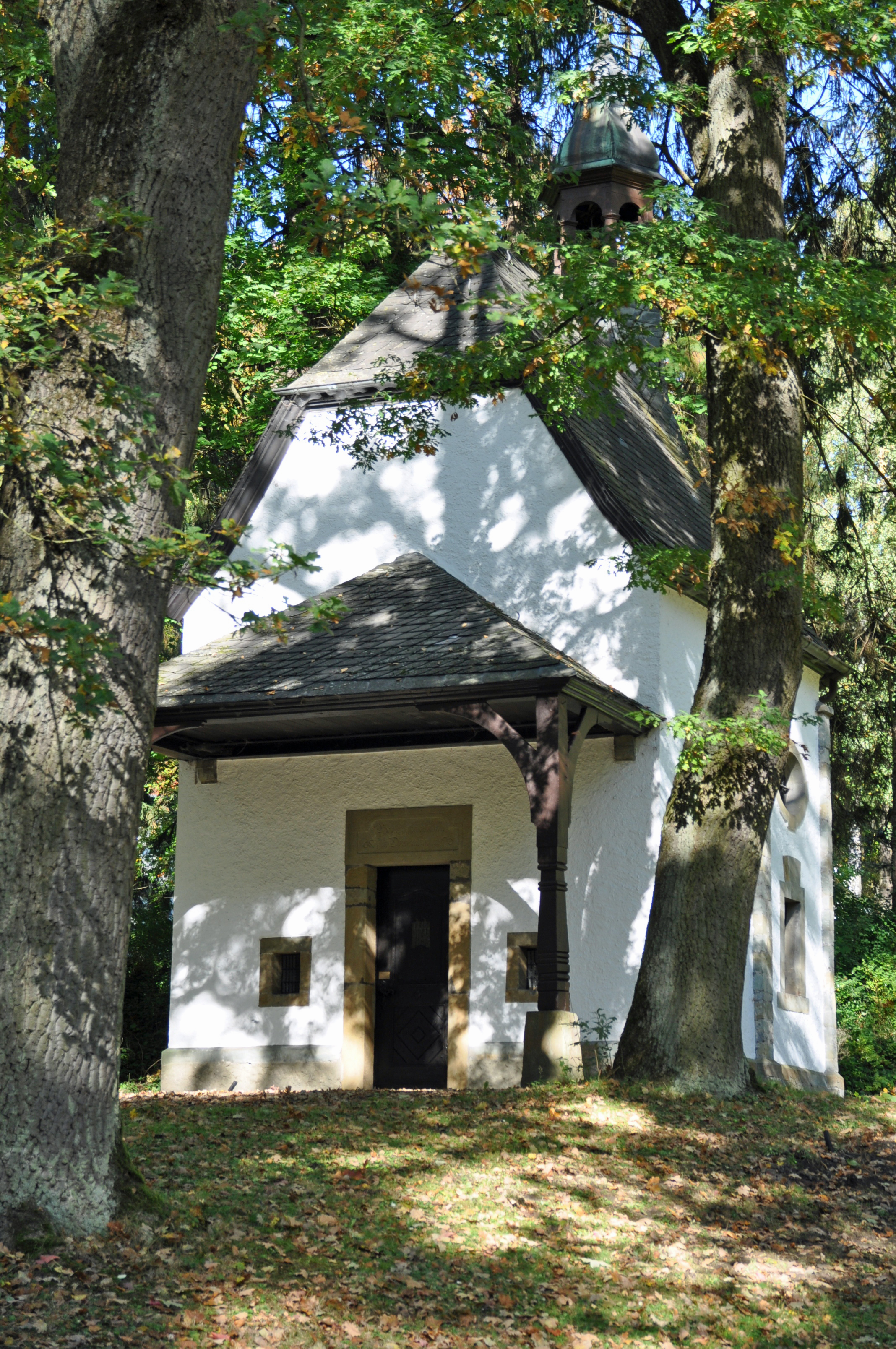
Die Treise-Kapelle auf dem Gelände der LWL-Klinik Warstein wurde 1985 zur Gedenkstätte für die Opfer der Euthanasie und 2012 mit den Namen der dortigen Opfer erweitert

## Zahl der Opfer
Ähnlich wie bei der Aktion 14f13 lässt sich auch für die Aktion Brandt die Zahl der Opfer nicht genau bestimmen, da viele Tötungen als solche weder erkennbar waren noch als solche registriert wurden. Im Gegensatz zur Aktion T4 sind statistische Unterlagen nicht erhalten geblieben. Geschätzt werden mindestens 30.000 Opfer. Zu den Opfern zählen Ernst Lossa, Marianne Schönfelder, Walburga Kessler und Erna Kronshage.

## Einordnung in die nationalsozialistische Vernichtungsideologie
Auch die Aktion Brandt stellte eine Folge und zugleich eine Steigerung der nationalsozialistischen Grundauffassung dar, wonach die „Vernichtung lebensunwerten Lebens“ den „Gesunden“ diene. Darunter fielen aufgrund der Kriegsbedürfnisse nunmehr nicht nur unheilbar Kranke oder Erbkranke, sondern ganz generell alle unproduktiven oder aus sonstigen Gründen unerwünschten Menschen, so dass – wie schon bei der Aktion 14f13 – auf eine besondere Begründung für deren Tötung verzichtet wurde. Die für die Luftkriegsopfer benötigte zusätzliche Bettenkapazität diente lediglich als äußerer Anlass für eine in der inneren Logik liegende, radikalisierte Fortentwicklung der NS-Ideologie, die mit Zwangssterilisierungen begann und mit den NS-Krankenmorden sowie dem Holocaust millionenfache Opfer forderte.
Neben der nationalsozialistischen Vernichtungsideologie gründete diese Vernichtung „lebensunwerten Lebens“ aber auch auf Familienmitglieder und Angehörige, um Probleme im alltäglichen Zusammenleben mit erkrankten oder auch nur störenden Familienmitgliedern zu „lösen“. Das soziale Umfeld nahm maßgeblichen Einfluss darauf, wer während der Zeit der Krankenmorde in psychiatrische Einrichtungen eingewiesen wurde, teils sogar aus Gründen, die selbst der Amtsarzt nicht anerkannte.